# Rairok
Rairok – miejscowość na Wyspach Marshalla; na atolu Majuro; 3 846 mieszkańców (1999). Ośrodek turystyczny. Znajduje się pomiędzy Ajeltake a stolicą Majuro. Bezpośrednio na zachód od Rairok położony jest międzynarodowy Port lotniczy Wyspy Marshalla.